# 私の知らない私
『私の知らない私』（わたしのしらないわたし）は、2025年1月9日から3月20日まで読売テレビ制作・日本テレビ系「プラチナイト」木曜枠内「木曜ドラマ」で放送されたテレビドラマ。主演は本作が連続ドラマ初単独主演となる小野花梨。

## あらすじ
羽田芽衣は、山中で倒れていたところを病院に運ばれ、気が付くと1年間の記憶がすっぽりと抜け落ちてしまっていた。憧れの仕事への転職、優しい婚約者、高校時代に亡くなったはずの親友との再会―――目覚めると同時に、身に覚えのない幸せを手にしていた。順風満帆な暮らしに見えたが、同僚から殺人者の汚名を突き付けられる。
失った記憶に隠された”自らの秘密“を探り、辿り着く真実とは。様々な人物の感情や思惑が交差する、ヒューマン・ラブサスペンス。

## キャスト

### 主要人物
羽田芽衣（はねだ めい）〈29〉
演 - 小野花梨
フォトウェディング会社「ハートモーメント」に勤めるプランナー。2024年1月9日の夜に眠って目を覚ますと1年が経っていて、その間の記憶がまったく失われており、転職したことも婚約したことも覚えていない。無実を証明するため「空白の1年」の解明に奮闘する。

### 芽衣の関係者
篠原翠（しのはら みどり）〈29〉
演 - 馬場ふみか
ブライダル専門の人気ヘアメイクアーティスト。芽衣の高校時代からの親友。表面的な優しさを見せながらも、内側に激しい憎悪を抱えている。高校3年の冬に母が火事で亡くなり、芽衣の前から姿を消していた。
中谷莉奈（なかたに りな）〈29〉
演 - 渋谷凪咲
コールセンターで働く派遣社員。芽衣の高校時代からの友人。
佐竹恭平（さたけ きょうへい）〈36〉
演 - 渋谷謙人
精神科医。記憶を失くした芽衣の担当医。
相沢蒼馬（あいざわ そうま）〈享年29〉
演 - 内藤秀一郎
龍之介の兄。高校時代の芽衣の同級生で、芽衣と交際していた。2024年6月1日にバイク事故で亡くなっている。亡くなった当時、翠と婚約していた。
羽田潤（はねだ じゅん）〈享年50〉
演 - 萩原聖人
芽衣の父親。妻を病気で亡くしてから男手一つで芽衣を育てていたが、芽衣が高校3年生のときに癌で亡くなっている。
西島奏多（にしじま かなた）〈36〉
演 - 小池徹平（学生時代：松藤史恩）
外科医。半年前に知り合って同居している芽衣の婚約者。2025年3月1日に結婚式を挙げ、夫となる。

### ハートモーメント
相沢龍之介（あいざわ りゅうのすけ）〈26〉
演 - 兵頭功海
2カ月前に大手広告代理店から転職してきたカメラマン。記憶を失くした芽衣の世話係になるが、芽衣を人殺しだと糾弾する。
溝口雄太（みぞぐち ゆうた）〈38〉
演 - おばたのお兄さん
社長。
野村亜希子（のむら あきこ）〈24〉
演 - 山口まゆ
プランナー。芽衣の後輩。まじめな性格で芽衣を尊敬している。
秋山翔（あきやま しょう）〈23〉
演 - 上村謙信（ONE N' ONLY、第1話 - 第8話）
プランナー見習い。
社員
演 - 米村拓彰、桒原百花

### 篠原家
篠原健次郎（しのはら けんじろう）
演 - 石黒賢（第3話 - ）
翠の父親。文部科学省のエリート官僚で人望も厚かったが、家庭では支配的で髪の長さや下着の色まで決めており、佐江と翠は抑圧されていた。現在は知事。
篠原佐江（しのはら さえ）
演 - 酒井美紀（第3話 - ）
翠の母親。支配的で暴力的な健次郎から逃れるため、家に火をつけ翠と心中しようとして自身だけが亡くなっている。

### ゲスト

#### 第1話
神父
演 - おいでやす小田
芽衣と奏多の結婚式の神父。
管理人
演 - 本木幸世
芽衣が住んでいたアパートの管理人。
ネイリスト
演 - 三戸陽
翠に白いネイルを施すネイリスト。

#### 第2話
カメラマン、スタイリスト、アシスタント
演 - 永田彬、福冨タカラ、白間太陽
フォトウェディングの撮影スタッフ。

#### 第3話
吉瀬さゆみ（きちせ さゆみ）
演 - 堀未央奈
新婦。慎吾とハートモーメントにフォトウェディングの相談に来る結婚間近の女性。
小池慎吾（こいけ しんご）
演 - 深澤嵐
さゆみとともに相談に来る婚約者。
木ノ下涼子
演 - 島澤碧
西島が務める病院の看護師。
看護師
演 - 完田千穂
西島が務める病院の看護師。西島に襲われたと言う翠を連れていく。

#### 第4話
桐田正義（きりた まさよし）
演 - 大鷹明良
ハートモーメント設立時に溝口が世話になった人物。妻が亡くなってから男手一つで彩名を育ててきた父親。病気で大きな手術を控えており、入院前に娘のウェディングドレス姿を見たいと願っている。
桐田彩名（きりた あやな）
演 - 佐藤めぐみ
近々結婚予定の正義の娘。実は妊娠しているがそのことを正義にまだ告げておらず、サプライズで報告しようと芽衣にだけ打ち明ける。
三島紀子（みしま のりこ）
演 - しゅはまはるみ（第9話）
芽衣の父が生前に働いていたスーパーの現店長。父・潤のことを聞きに訪れた芽衣に、以前にもここに来て潤の話を聞かれたと言い、潤のつけていた日誌を芽衣に見せる。

#### 第5話
緒方、斎藤
演 - 八神蓮、河村晃太郎
パーティー参加者。「カリナ」のSNSを見て「これは君だよね?」と莉奈に話しかける。
医師
演 - 関淳平、MASA、田中宏宜
パーティー参加者。西島の知人。
看護師
演 - 大藤由佳（第6話・第7話）

中道
演 - 宮下貴浩
西島の大学の後輩。「西島先生の奥さんですよね?」と、パーティーで芽衣に声をかける。実は翠と知り合い。
武田
演 - 神田穣
パーティーに参加している医師。西島の手術で幼い兄弟が亡くなった噂話をする。
店員
声 - 堤もね
かばん屋の店員。

#### 第6話
谷本
演 - 永野宗典
翠にヘアメイクの仕事を依頼してくる人物。実は篠原健次郎知事の秘書。

後援会長
演 - 福吉寿雄
篠原健次郎の後援会長。
カメラマン
演 - 城野マサト
篠原健次郎のインタビュー取材のカメラマン。
- 上村愛香[20]、夕帆[注 1]、上野智美

#### 第7話
岸本悟志
演 - 酒井貴浩（第10話）
西島奏多の元同僚医師。相沢蒼馬が救急搬送された後に病院を辞めている。
山川ななみ
演 - 西野実見（第5話・第9話）
佐竹恭平の元患者。建物の屋上から飛び降り自殺している。
看護師
演 - 小池真優香、佐々木ちあき

警察
演 - 青木友成
相沢蒼馬が運び込まれた病院で芽衣と話す警官。
西島透子（にしじま とうこ）
演 - 朝加真由美（第8話 - 最終話）
奏多の母親。
警備員
演 - 堀内充治
相沢龍之介を取り押さえる空港の警備員。
- 田櫓祐二[24]

#### 第8話
小泉満里奈
演 - 大西礼芳（第9話）
羽田潤が入院していた井上病院の看護師。翠が潤を殺した、と芽衣に語る。
看護師
演 - 西村いづみ
井上病院 看護師。翠と佐江のことを聞く芽衣に、個人情報だから教えられないと答える。
店員
演 - 朝田淳弥（第9話 - 最終話）
芽衣と蒼馬が待ち合わせしていたカフェの店員。芽衣が店の前で睡眠薬を手にしていたことを翠に話す。

#### 第9話
西島湊人（にしじま みなと）
演 - 四谷真佑（OCTPATH）（最終話）
奏多の弟。株式会社「ZeroFrontieras」代表。
女性
演 - 志武明日香
「ハートモーメント」で翠を指名するが、止めた方がいい、と芽衣に忠告される客。
戸ヶ崎知史
演 - 遊佐亮介
西島湊人と対談する「エヴォリナ」株式会社 代表。

#### 第10話
中古車ディーラー
演 - 直江喜一
西島奏多が去年の6月まで乗っていた車を販売している中古車販売店の店員。
店員
演 - 乃上桃
芽衣と蒼馬が待ち合わせしていたカフェの店員。店内で芽衣がドライブレコーダーの画像を確認していると、西島が来店する。

#### 最終話
医師
演 - 若林秀敏
病院に搬送された翠の担当医。
コンシェルジュ
演 - 平章大
西島が住むマンションのコンシェルジュ。西島に騒音の苦情を伝える。
警察官
演 - 深澤恒太
龍之介と共に西島宅に来て芽衣を保護する警官。

司会者
演 - 竹内誠人
西島湊人が出演して優勝する『起業家育成リアリティーショー』の司会者。
- 鈴木遼太

## スタッフ
- 脚本 - 大林利江子[1]
- 音楽 - 兼松衆、田渕夏海
- 主題歌 - SG「Remember」（LDH Records / SUPERGENIUS Entertainment）[31]
- 監督 - 今和紀、本田隆一、小野田浩子[1]
- チーフプロデューサー - 山本晃久[1]
- プロデューサー - 中間利彦、大沼知朗（吉本興業）、島﨑敏樹（泉放送制作）、賀村華帆（泉放送制作）[1]
- 制作プロダクション - 泉放送制作[1]
- 制作協力 - 吉本興業[1]
- 制作著作 - 読売テレビ[1]

## 放送日程
| 章    | 話数   | 放送日  | サブタイトル                          | 監督       |
| ----- | ------ | ------- | ------------------------------------- | ---------- |
| 第1章 | 第1話  | 1月09日 | 【疑惑】記憶を失った私に殺人容疑が―   | 今和紀     |
| 第1章 | 第2話  | 1月16日 | 【喪失】親友と夫の“本性”発覚―         | 今和紀     |
| 第1章 | 第3話  | 1月23日 | 【反転】信じるものが崩れる時―         | 本田隆一   |
| 第1章 | 第4話  | 1月30日 | 【願望】父親の“裏の顔”とは―           | 本田隆一   |
| 第1章 | 第5話  | 2月06日 | 【確信】失った記憶の謎が明らかに―     | 今和紀     |
| 第1章 | 第6話  | 2月13日 | 【露呈】新たな記憶、砕かれる想い―     | 今和紀     |
| 第2章 | 第7話  | 2月20日 | 【苦悩】夫の狂気、記憶の真実―         | 本田隆一   |
| 第2章 | 第8話  | 2月27日 | 【核心】記憶の秘密が暴かれる―         | 本田隆一   |
| 第2章 | 第9話  | 3月06日 | 【深層】空白の1年間の記憶、判明―      | 小野田浩子 |
| 第2章 | 第10話 | 3月13日 | 【使命】隠された真実、全てが反転する― | 今和紀     |
| 第2章 | 最終話 | 3月20日 | 【約束】想いの掛け違い、衝撃の結末―   | 今和紀     |

- 第10話は『news zero』拡大放送（23:00 - 翌0:09）のため、10分繰り下げられ、翌0時9分 - 1時4分に放送された。

## スピンオフドラマ
動画配信サービスTVer限定で第1話放送終了後に#1.5が配信された。

### キャスト（スピンオフドラマ）
#1.5
- 羽田芽衣 - 小野花梨[33]（#2.5）
- 篠原翠 - 馬場ふみか[33]（#2.5）
- 中谷莉奈 - 渋谷凪咲[33]（#2.5）
- 溝口雄太 - おばたのお兄さん
- 野村亜希子 - 山口まゆ
- 神父 - おいでやす小田
- 西島奏多 - 小池徹平[33]

#2.5
- 相沢龍之介 - 兵頭功海
- 佐竹恭平 - 渋谷謙人

### スタッフ（スピンオフドラマ）
- 脚本 - 上野詩織
- 演出 - 安部祐真
- 音楽 - 兼松衆、田渕夏海
- チーフプロデューサー - 山本晃久
- プロデューサー - 中間利彦、大沼知朗（吉本興業）、島﨑敏樹（泉放送制作）、賀村華帆（泉放送制作）
- 制作 - 泉放送制作
- 制作協力 - 吉本興業
- 制作著作 - 読売テレビ

### 配信日程（スピンオフドラマ）
| 各話 | 配信日  | サブタイトル   |
| ---- | ------- | -------------- |
| #1.5 | 1月10日 | 彼女たちの秘密 |
| #2.5 | 1月17日 | 翠の秘密       |